# Aspasi de Tir
Aspasi (en grec antic: Ἀσπάσιος) va ser un historiador i retòric grec natural de Tir i de data incerta, que segons diu Suda va escriure una història de Tir i de les coses destacables d'aquell país en una vintena llibres, alguns tractats de retòrica i alguns més d'altres temes.